# Angela Voigt
Angela Voigt (nascida Schmalfeld; Weferlingen, 18 de maio de 1951 – Magdeburgo, 11 de abril de 2013) foi uma ex-atleta da Alemanha Oriental, que competia em provas de pentatlo e de salto em comprimento. O seu feito mais importante foi ter-se sagrado campeã olímpica nos Jogos de Montreal em 1976.
Começou por ser uma pentatleta, chegando a ser vice-campeã nacional em 1972 e 1973 mas, depois de 1973, concentrou-se apenas no salto em comprimento. Em 1974, obteve a medalha de prata nos Campeonatos da Europa Indoor e foi quarta classificada na final dos Campeonatos da Europa realizados em Roma.
Em maio de 1976, numa competição disputada em Dresden, Voigt saltou 6,92 metros, o que constituiu um novo recorde mundial. Porém, este durou apenas dez dias, uma vez que foi ultrapassado pela marca da sua compatriota Siegrun Siegl, que conquistaria o ouro no pentatlo em Montreal. Foi nesse mesmo ano que conseguiu o seu maior feito, ao se tornar campeã olímpica em Montreal 1976.
No ano seguinte interrompeu a sua carreira para ser mãe. Regressou em 1978 para obter a medalha de prata nos Campeonatos da Europa de Praga. Retirou-se definitivamente em 1982.